# Mel Tormé
Melvin Howard „Mel” Tormé (ur. 13 września 1925 w Chicago, zm. 5 czerwca 1999 w Los Angeles) – amerykański wokalista jazzowy, kompozytor, aranżer, aktor filmowy, radiowy i telewizyjny oraz autor pięciu książek. Wspólnie z Bobem Wellsem jest twórcą popularnej amerykańskiej piosenki świątecznej, The Christmas Song (znanej również jako Chestnuts Roasting on an Open Fire).
Urodził się w żydowskiej rodzinie emigrantów z Rosji. Był niezwykle uzdolnionym dzieckiem. Już w wieku czterech lat śpiewał z orkiestrą Coona Sandersa. W latach 1933–1941 grał role aktorskie w serialach radiowych. Jako trzynastolatek występował z orkiestrą Chico Marxa, z którą odbył tournée po Stanach Zjednoczonych. Śpiewał również w kwintecie wokalnym The Mel Tones.